# 國井千聖
國井 千聖（くにい ちさと、6月5日 - ）は、日本のフリーアナウンサー、ナレーター、声優。

## 来歴
仙台市出身。大学時代に日本美術史を専攻し学芸員資格を取得。大学卒業後、タウン誌を刊行する出版社の正社員（取材・広告営業）を経て、NHK仙台放送局のキャスターとなる。地上波を中心に、東北全域のニュース番組のメインキャスターなどを担当。その後、菅野美術館の学芸員となり、4年間、ロダン展、朝倉文夫展、野老朝雄展など美術展覧会の企画・運営に携わった。2011年3月、東日本大震災の大津波で宮城県で80年に渡り写真館を営んできた祖母の自宅と店舗が流され親族が仮設住宅住まいとなったことをきっかけに、故郷のために貢献する方法は語り手となり伝える仕事しかないと、東北人の目線で東京から震災報道に携わることを決意。震災翌月より伊藤英敏に師事し、同年夏のオーディションを経てプロナレーターに転身した。
2022年3月、業務提携していた ビーボが廃業となりフリーランスとなる。

## 現在の出演番組

### ナレーション
- めざましテレビ (フジテレビ)（2018年6月25日〜）

## 過去の出演

### ナレーター
- NNNドキュメント (日本テレビ)
  - 『変貌する自衛隊』
  - 『変貌する自衛隊II 日米一体化の先に...』
  - 『なかったことに、したかった。未成年の性被害①』
    - 令和元年度（第74回）文化庁芸術祭参加作品
    - 第46回放送文化基金賞最優秀賞受賞作品[6]
    - 2019年10月度 ギャラクシー月間賞[7]
    - 日本民間放送連盟賞2020年度テレビ報道番組部門優秀賞[8]

  - 『なかったことに、できない。性被害②』
    - 令和元年度（第74回）文化庁芸術祭参加作品
    - 第46回放送文化基金賞最優秀賞受賞作品[6]
    - 2019年10月度 ギャラクシー月間賞[7]
    - 日本民間放送連盟賞2020年度テレビ報道番組部門優秀賞[8]

  - 『ある日、夫が消えた。』
  - 『神様を壊す夜　能登半島地震から半年』
- サタデーステーション拡大SP（テレビ朝日）
  - 新型コロナウイルス特集『WHO西太平洋地域事務局長に聞く』
  - 特集『コロナのネット誹謗中傷被害』
- 『豚が消えた日〜見えない敵との闘い〜』（テレビ愛知、テレビ東京）
  - TXNドキュメンタリー大賞優秀賞受賞
- 地上デジタル開局記念番組 「奥羽山脈」（NHK総合）
- 『ザ・ベストテレビ2020』（NHK BSプレミアム）
- BTS防弾少年団ドキュメント（TBS CH）
  - BTS防弾少年団 ライブドキュメント2018
  - BTS防弾少年団 さいたまスーパーアリーナ ライブドキュメント2019
  - BTS防弾少年団 「BTS WORLD TOUR LOVE YOUR SELF SPEAK YOURSELF」at大阪ヤンマースタジアム長居ライブドキュメント2019
  - BTS防弾少年団ファンミーティング「magic shop」ドキュメント2020
- 映画 イチケイのカラス (日本語音声ガイド担当)

### ナレーター (レギュラー)
- めざにゅ〜 (生ナレーション)
- めざましテレビアクア (生ナレーション)
- めざましどようび (生ナレーション)
- 普段着の温泉スペシャル（NHK総合）
- ワンダフル東北（NHK総合）
- クローズアップ東北（NHK総合）
- クローズアップ宮城（NHK総合）

### キャスター
- ウィークエンド東北（キャスター）
- たっぷり東北（キャスター）
- BSふるさと発 （キャスター）
- お元気ですか日本列島（ニュースキャスター）
- みやぎもうすぐお昼（キャスター）
- てれまさむね（キャスター）
- 東北小さな旅（リポーターと語り）